# 北小路俊昌
北小路 俊昌（きたこうじ としまさ）は、江戸時代後期の公家、明治期の官僚。本姓は大江氏。官位は従五位。男爵。

## 経歴
北小路俊文の子として生まれ、北小路家本家・北小路俊常の五男として育てられる。叔父・北小路俊威の養子となる。
養父の死去により天保14年2月29日（1843年3月29日）家督を継承。孝明天皇の皇子祐宮の蔵人となり、中務大丞に任じられる。祐宮が明治天皇として即位すると堂上家に列し、昇殿を許される。
1868年伊那県知事に就任する。伊那県は当初、県内に流布していた贋二分金を回収するため、豪農商に商社を設立させ、商社札を発行したが、政府が府藩県による私製紙幣の製造停止を命じたため、やむなく禁止されていたオランダ商人からの借り入れを断行し、その返済に税金を流用した伊那県商社事件が発生した。北小路はその責任を取らされる形で明治2年（1870年）に罷免された。明治11年（1878年）には宮内省維新前諸儀式取調を命じられる。明治17年（1884年）7月8日に男爵に叙されたが、同年に死去した。

## 系譜
- 父：北小路俊文
- 母：不詳
- 養父：北小路俊常、北小路俊威
- 妻：不詳
  - 男子：北小路俊岳[2] - 明治32年（1899年）7月、藤原采女亮石碑に参碑。
  - 男子：友麿
  - 男子：敷麿
- 養子
  - 男子：北小路俊茂 - 細川常典の三男

## 著書
- 『北小路俊昌手記』